# Seznam čeških astronomov
Seznam čeških astronomov.

## A
- Jiří Alter (1891 - 1972)

## B
- Bohumil Bečka
- Antonín Bečvář (1901 – 1965)
- (Tycho Brahe : dan.-češ.)

## D
- Josip Salomon Delmedigo

## H
- Tadeáš Hájek
- Jan Heweliusz

## J
- Karl Jelinek (1822 – 1876) (češko-avstrijski)

## K
- (Johannes Kepler) (1571 - 1630)
- Luboš Kohoutek (1935 - 2023)
- Jan Kolář (1936 - )
- Lenka Kotková (1973 -)
- Pavel Kroupa (1963 -) (češko-avstralski)
- Peter Kušnirák (Slovak)

## M
- Josef M. Mohr
- Antonín Mrkos (1918 – 1996)

## P
- (Johann Palisa)
- Johannes Praetorius (Johann Richter) (1537 – 1616)
- Petr Pravec (1967 -)

## R
- Antonín Rükl (1932 – 2016)

## S
- August Seydler (1849 – 1891)

## Š
- Lenka Šarounová Kotková (1973 –)
- Jan Šindel (1370 – 1443)

## T
- Jana Tichá (1965 -)
- Miloš Tichý (1966 -)

## V
- Zdeňka Vávrová (1945 -)

## W
- Ladislaus Weinek (1848 – 1913)
- Marek Wolf (1957 -)